# Корецьке князівство
Корецьке князівство — удільне васальне князівство 15-17 ст. у Великому князівстві Литовському (від 1569 — Речі Посполитій). Включало землі Західної Волині з центром у місті Корець (нині районний центр у Рівненській області, Україна). Князями були представники родів Корецьких, Лещинських і Чорторийських.

## Історія
Вже у XII ст. Корчеськ (тодійшній Корець) відігравав важливу роль, оскільки знаходився на межі Волинського та Київського князівств. 1155 року чернігівській князь Ізяслав Давидович першим став йменуватися князем Корчеським. Втім вже 1157 року князівство було ліквідовано, а його землі приєднано до Київської землі.
У 1407 році великий князь Литовський Вітовт надав Олександру Патрикійовичу, онуку Наримунта, колишньому Стародубському князю, уділ в Корці, який став основою Корецького князівства, але остаточно в якості автономного князівства його затверджено лише у 1443 році. Перші князі були противниками централізаторської політики великих князів Литовських, відстоювали збереження прав волинської знаті. Тому підтримували спротив на чолі із Свидригойлом. Разом з тим протягом 2-ї половини XV ст. відбувається розбудова та розширення князівства шляхом купівлі та жалування земель.
У 1502 році після смерті князя Івана Корецького князівство було розділено між його синами Федором, Іваном, Василем, Левом і Олександром. Лише у 1520-х роках Богуш II відновив єдність князівства. У 1590-х роках правителі князівства перейшли в унію, яку активно насаджували в своєму уділі. У 1620-х роках — покатоличилися.
На відміну від інших уділів Корецьке князівство не втратило автономний устрій. До самого кінця князі Корецькі пробували вести власну політику, тримали велике надвірне військо, втручалися у справи князівства Молдави. Авантюрна політика Самійла Корецького в 1618—1620 роках була одною з причин Хотинської війни. У 1651 році після смерті останнього з князів Корецьких було розділено між родами Чорторийських та Лещинських, припинивши своє існування. При цьому Самуель Лещинський отримав власне Корець, за який потім судився з Чорторийськими. В подальшому князівство перетворилося на окремі земельні володіння. 1703 році усі володіння колишнього князівства перейшли до Чорторийських.

## Управління
Князі не підлягали місцевій адміністрації (повітовій чи воєводській), лише в деяких питаннях великому князю литовському чи польському королю. Тут безроздільно панувало князівське право (лат. jus ducale), завдяки чому вона фактично перетворилася на державу в державі. Суверенність землеволодіння відносилася до засадничих елементів княжого права. Також правителя Острозького князівства виводили власні збройні загони (почти) під родовим гербом, а корогвами Волинського воєводства.

## Економіка
До князівства зі столицею в Корці входило 6344 димів. Основу становило торгівля, оскільки через землі князівства йшли важливі торгівельні шляхи (через Корець — зі Львова і Луцька — на Київ). Економіка базувалася переважно на торгівлі лісовими товарами (попелом, поташем, деревиною). В містах існували великі централізовані склади (шпихліри), до яких звозили продукцію, виготовлену в навколишніх лісах, а звідси вже розпродували або ж вивозили на продаж. Власниками шпихлірів у більшості були купці-німці, а постачальниками до складів — дрібна українська шляхта.
З 2-ї половини XVI ст. з впровадженням системи фільварків стрімко розвивається землеробство. Доходи приносила також Корецька митниця, де був прикомірок Луцької митної комори. Митом обкладався не лише проїзд з товарами через місто, а й перебування в ньому купців понад встановлений термін.
У XVI-му − першій половині XVII-го століття Корець виріс як місто і був важливим торгово-економічним центром Волинського воєводства. В 1640-х.рр. у Корці мешкало 6,7 тис. осіб. Це було одне з найбільших міст Волині.
Значного удару у 1649—1670 роках завдано визвольна боротьба українського народу під проводом Богдана Хмельницького та період Шведського потопу. До цього додавлося розділення князівствами між магнатами, які ворогували за спадок. За даними подимного реєстру 1654 року 19 поселень Корецької волості, у тому числі Корець і три містечка (Ярун, Киликиїв, Межиріч), внесли п"ятикратний подимний податок від 231 диму, тоді як у 1629 році — від 2901 диму. Таким чином, у Корці залишилося близько 20-30 димів, тобто 2-3 % передвоєнної кількості (1124 дими). Деякі села взагалі перестали існувати.